# Gymnobela fredericqae
Gymnobela fredericqae é uma espécie de gastrópode do gênero Gymnobela, pertencente a família Raphitomidae.